# Dirk Henn

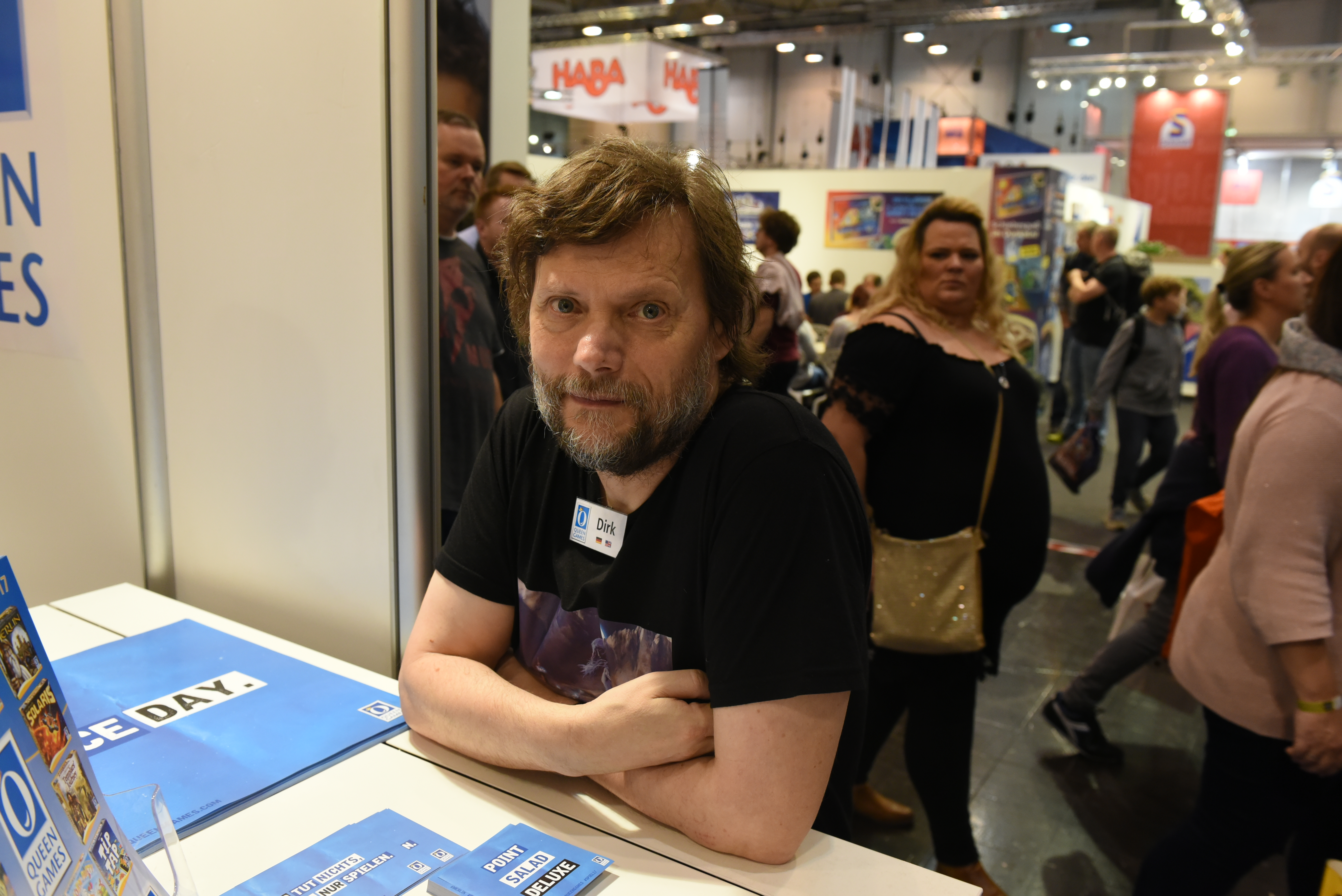
Dirk Henn 2017 in Essen

Dirk Henn (* 1960 in Bendorf bei Koblenz) ist ein deutscher Spieleautor. Seine Spiele erschienen zumeist zuerst mit Grafiken von seiner Frau Barbara Henn (geb. Weber) in ihrem Eigenverlag db-spiele (Abkürzung für Dirk und Barbara), den sie gemeinsam in Aachen betreiben.
Sein größter Erfolg ist das als Spiel des Jahres ausgezeichnete Alhambra, eine überarbeitete Version seines Erstlings Al Capone.

## Ludografie
- 1992: Al Capone, db-Spiele
- 1992: Hopfen und Malz, db-Spiele
- 1992: Spekulation, db-Spiele
- 1997: Texas, db-Spiele
- 1993: Carat, db-Spiele
- 1993: Timbuktu, db-Spiele
- 1994: Beziehungskisten, db-Spiele
- 1994: Hexenstich, Klee Spiele
- 1996: Premiere, db-Spiele
- 1997: Showmanager, Queen Games, überarbeitete Version von Premiere
- 1997: Iron Horse, db-Spiele
- 1998: Carat, Queen Games, überarbeitete Neuauflage
- 1998: Tendix, db-Spiele
- 1998: Stimmt so!, Queen Games, überarbeitete Version von Al Capone
- 1999: Yukon Company, db-Spiele
- 1999: Rosenkönig, Kosmos
- 2000: Derby, db-Spiele
- 2000: Metro, Queen Games, überarbeitete Version von Iron Horse
- 2001: Atlantic Star, Queen Games, überarbeitete Version von Premiere/Showmanager
- 2002: Wallenstein, Queen Games
- 2003: Eketorp, db-Spiele
- 2003: Alhambra später Der Palast von Alhambra, Queen Games, überarbeitete Version von Al Capone//Stimmt So!
- 2004: Der Palast von Alhambra – Die Gunst des Wesirs (1. Erweiterung), Queen Games
- 2004: Der Palast von Alhambra – Die Tore der Stadt (2. Erweiterung), Queen Games
- 2004: Die Gärten der Alhambra, Queen Games
- 2005: Cherubim, missio
- 2005: Der Palast von Alhambra – Die Stunde der Diebe (3. Erweiterung), Queen Games
- 2005: Timbuktu, Queen Games
- 2005: Troisdorf, Queen Games, spezielle Alhambra-Version
- 2006: Der Palast von Alhambra – Die Schatzkammer des Kalifen (4. Erweiterung), Queen Games
- 2006: Alhambra – Das Würfelspiel, Queen Games
- 2006: Shogun, Queen Games, überarbeitete Version von Wallenstein
- 2007: Eketorp, Queen Games, überarbeitete Neuauflage
- 2008: Der Palast von Alhambra – Die Macht des Sultans (5. Erweiterung), Queen Games
- 2009: San Francisco Cable Car, Queen Games, überarbeitete Version von Metro
- 2010: Colonia, Queen Games
- 2011: New York
- 2014: Neptun
- 2016: High Tide
- 2017: Immortals

## Auszeichnungen
- Spiel des Jahres
  - Showmanager: Auswahlliste 1997
  - Metro: Auswahlliste 2000
  - Atlantic Star: Auswahlliste 2002
  - Der Palast von Alhambra: Spiel des Jahres 2003
  - Die Gärten der Alhambra: Empfehlungsliste 2005
  - Timbuktu: Empfehlungsliste 2006
- Deutscher Spiele Preis
  - Showmanager: 3. Platz 1997
  - Der Palast von Alhambra: 2. Platz 2003
- Essener Feder
  - Der Palast von Alhambra: 2003
- Schweizer Spielepreis
  - Der Palast von Alhambra: 1. Platz Familienspiele 2003
  - Timbuktu: 2. Platz Strategiespiele 2006
- International Gamers Award/Gamers Choice Award
  - Metro: nominiert 2001
  - Wallenstein: nominiert 2003
  - Der Palast von Alhambra: nominiert 2003
- As d’Or
  - Der Palast von Alhambra: Super As d’Or 2003
- Mensa Select
  - Metro: 2003
- Niederländischer Spielepreis
  - Der Palast von Alhambra: nominiert 2005
  - Shogun: nominiert 2007
- à la carte Kartenspielpreis
  - Hexenstich: 10. Platz 1994
  - Showmanager: 3. Platz 1997
  - Stimmt so!: 8. Platz 1998